# 谷甲州
谷 甲州（たに こうしゅう、1951年3月30日 -）は、日本の小説家。

## 概要
兵庫県伊丹市出身。大阪工業大学工学部土木工学科卒業。建設会社勤務を経て青年海外協力隊員としてネパールに、国際協力事業団（JICA）プロジェクト調整員としてフィリピンに勤務する。
ネパール在勤中に、「137機動旅団」が『奇想天外』に掲載され、作家としてデビューする。1981年に刊行された初の単行本である長編『惑星CB-8越冬隊』が、ハードSF的な設定と冒険小説的な要素を組み合わせた作品という評価を得る。以後、「航空宇宙軍史」と称される同一設定をもった未来史シリーズなどのハードSFや、山岳冒険小説などを多数執筆する。
また、小松左京を中心とした『日本沈没』の第2部執筆プロジェクトに参加し、アジア地域での生活の長さを買われて、老齢の小松に代わって第2部の実際の執筆に当たった。
現在、石川県小松市に在住している。日本推理作家協会会員、日本SF作家クラブ会員、宇宙作家クラブ会員、ハードSF研究所客員。

## 略歴
- 1979年：「137機動旅団」で、第2回奇想天外SF新人賞佳作受賞
- 1987年：「火星鉄道一九」（マーシャン・レイルロード）で第18回星雲賞短編部門受賞
- 1994年：『終わりなき索敵』で第25回星雲賞長編部門受賞
- 1996年：『白き嶺の男』で第15回新田次郎文学賞受賞
- 2005年9月～2007年9月：日本SF作家クラブ会長
- 2007年：『日本沈没 第二部』で第38回星雲賞長編部門受賞
- 2014年：『加賀開港始末』で第8回舟橋聖一文学賞受賞、『星を創る者たち』で第45回星雲賞短編部門受賞
- 2016年：『コロンビア・ゼロ　新・航空宇宙軍史』で第35回日本SF大賞受賞[1]

## 作品
外部リンク先の谷甲州黙認FC・青年人外協力隊には出版年やISBNを含む詳細なデータがある。よってここでは詳細は省く。

### 軌道傭兵（オービット・コマンド）シリーズ
近未来の地球・月・火星を舞台に展開する「現実を延長したような」SF作品群。
- 36000キロの墜死 —— SFミステリィ
- 軌道傭兵1 衛星基地撃破
- 軌道傭兵2 月航路漂流
- 軌道傭兵3 シャトル救出作戦
- 軌道傭兵4 BC弾頭撃墜
- 軌道傭兵5 発進イントレピッドII
- 蒼穹の軌道爆撃隊
- 黎明の軌道邀撃機
- 攻撃衛星エル・ファラド

### 単発

#### SF
- ヴァレリア・ファイル
- 天を越える旅人
- エミリーの記憶
- 星は昴 —— 短編集
- エリコ
- 果てなき蒼氓
- パンドラ
- 星空の二人
- 星を創る者たち

#### 山岳もの
- 遥かなり神々の座
- 神々の座を越えて —— 「遥かなり神々の座」の続編
- 白き嶺の男
- ジャンキー・ジャンクション
- 遠き雪嶺
- 単独行者 アラインゲンガー 新・加藤文太郎伝

#### その他
- マニラ・サンクション
- 低く飛ぶ鳩
- サージャント・グルカ
- 凍樹の森
- 平成悪党伝
- 背筋が冷たくなる話
- 紫苑の絆
- 霊峰の門
- 加賀開港始末

#### エッセイ
- 彼方の山へ

## エピソード

### 横書きでの投稿
デビュー作となった「137機動旅団」を第2回奇想天外SF新人賞に横書き原稿で投稿したことに対し、選考委員全員(星新一、小松左京、筒井康隆)から酷評されたが、内容面で評価され、佳作を受賞した。なお、当時、谷はネパール在住で日本語縦書き原稿用紙は入手困難だった模様である。